# Neotypus jacoti
Neotypus jacoti är en stekelart som beskrevs av Heinrich 1967. Neotypus jacoti ingår i släktet Neotypus och familjen brokparasitsteklar. Inga underarter finns listade i Catalogue of Life.